# Fulinskiella
Fulinskiella är ett släkte av plattmaskar. Fulinskiella ingår i familjen Dalyelliidae.
Släktet innehåller bara arten Fulinskiella bardeaui.